# Пареза
Пареза је делимична одузетост неког органа или дела тела са прогресивном деменцијом, настала као последица органског оштећења мозга и нервних путева. Назива се још и деменција паралитика.